# Kálmán Kovács
Kálmán Kovács (Budapest, Hungría, 11 de septiembre de 1965) es un exfutbolista húngaro, se desempeñaba como segundo delantero. Jugando para la selección de fútbol de Hungría, disputó el Mundial 1986.

## Clubes
| Club               | País    | Año         | Partidos | Goles |
| Budapest Honvéd FC | Hungría | 1983 - 1989 | 142      | 39    |
| AJ Auxerre         | Francia | 1989 - 1991 | 83       | 36    |
| Budapest Honvéd FC | Hungría | 1991 - 1992 | 10       | 10    |
| Valenciennes FC    | Francia | 1992 - 1993 | 32       | 8     |
| Royal Antwerp      | Bélgica | 1993 - 1994 | 4        | 1     |
| Budapest Honvéd FC | Hungría | 1994 - 1995 | 28       | 19    |
| APOEL FC           | Chipre  | 1995 - 1996 | 24       | 7     |
| SR Delémont        | Suiza   | 1996 - 1997 | 0        | 0     |
| Budapest Honvéd FC | Hungría | 1997 - 1998 | 4        | 1     |

- Datos: Q582196
- Multimedia: Kálmán Kovács / Q582196